# Ižma
Ižma nebo Izva (rusky Ижма nebo Изьва) je řeka v Komijské republice na severovýchodě evropské části Ruska. Je dlouhá 531 km. Plocha povodí zasahuje 31 000 km².

## Průběh toku
Pramení v jižní části Timanského krjaže. Ústí zleva do Pečory.

### Přítoky
- zleva – Uchta
- zprava – Ajjuva, Sebys

## Vodní režim
Zdrojem vody jsou převážně sněhové srážky. Průměrný roční průtok vody ve vzdálenosti 154 km od ústí činí 203 m³/s. Zamrzá v polovině listopadu a rozmrzá v polovině května.

## Využití
Řeka je splavná pro vodáky. Vodní doprava je možná od Usť-Uchty.